# Néositte noire
Daphoenositta miranda
Espèce
Synonymes
- Neositta miranda (De Vis, 1897)

Statut de conservation UICN

 LC  : Préoccupation mineure
La Néositte noire (Daphoenositta miranda) est une espèce d'oiseaux de la famille des Neosittidae.

## Répartition
Cet oiseau est endémique des régions élevées de Nouvelle-Guinée.